# 薩摩川内市立樋脇小学校
薩摩川内市立樋脇小学校（さつませんだいしりつ ひわきしょうがっこう）は、鹿児島県薩摩川内市樋脇町塔之原にある市立の小学校。

## 概要
薩摩川内市の中部に位置する小学校であり、2011年5月1日現在で153名が在籍している。1871年（明治4年）に樋脇学校として開校したのを源流としており、その後は樋脇小学校、樋脇尋常高等小学校、樋脇国民学校、樋脇町立樋脇小学校などに改称している。2010年（平成22年）に樋脇町倉野にあった倉野小学校を樋脇小学校に統合した。

## 沿革
- 1871年（明治4年） - 樋脇学校として設置される[2]。
- 1876年（明治9年） - 樋脇小学校に改称[2]。
- 1887年（明治20年） - 高等科を併設し、樋脇尋常高等小学校に改称[2]。
- 1941年（昭和16年） - 国民学校令が施行されたのに伴い、樋脇国民学校に改称。
- 1947年（昭和22年） - 樋脇町立樋脇小学校に改称[2]。
- 2004年（平成16年） - 樋脇町が川内市などと新設合併し、薩摩川内市立樋脇小学校に改称[2]。
- 2010年（平成22年） - 薩摩川内市立倉野小学校が廃校になり、当該校区の生徒は樋脇小学校に統合された。

## 通学区域
樋脇小学校の通学区域は以下の大字の区域が指定されている。
- 樋脇町塔之原の全域
- 樋脇町倉野の全域

樋脇町倉野は倉野小学校の通学区域であったが2010年3月31日に倉野小学校が廃止されたのに伴い、樋脇小学校の通学区域に編入された。

## 周辺
- 樋脇郵便局
- 鹿児島県立樋脇高等学校跡地
- 薩摩川内市役所樋脇支所